# Ghoultown
Ghoultown ist eine 1999 gegründete US-amerikanische Musikgruppe aus Texas. Der Stil der Band vermischt rauen Punkrock mit Elementen aus Country und der Musik klassischer Spaghettiwestern, etwa im Stile von Ennio Morricone. Selbst bezeichnet die Gruppe ihren Musikstil als „Hellbilly-Rock“ oder „Hellbilly Horror Cowpunk“ sowie als Mischung zwischen Johnny Cash und Rob Zombie.

## Werdegang
Ghoultown wurde 1999 von Lyle Steadham alias Count Lyle gegründet. Dieser war zuvor in der Doom-Metal-Band Solitude Aeturnus und der Horrorpunkgruppe The Killcreeps aktiv. Schon vor der Gründung der Band schrieb dieser einige düstere Lieder mit Western-Thematik, die nicht zur damaligen Band The Killcreeps passten. Nach der Auflösung dieser, sollte eine Gruppe mit dieser Ausrichtung folgen. Textlich behandelt Ghoultown vor allem den Wilden Westen mit düsterer Horror-Thematik (sog. Weird West).
Noch 1999 erschien mit Boots of Hell die erste EP der Band und im Jahr darauf folgte mit Tales from the Dead West das erste Studioalbum. Wurde dieses bereits mit Wohlwollen seitens der Kritiker aufgenommen, fanden auch die Nachfolger Anklang. So lobt das Fanzine Metal Coven das Album Bury Them Deep mit den Worten „Wenn Django auf knackigen Punk'n'Roll stehen würde und wenn er auf dem Griffbrett ebenso schnell wär wie am Abzug, dann wäre Ghoultown mit Sicherheit die erste Truppe, bei denen er vorspielen würde.“
Die Musik der Gruppe fand in mehreren Filmen Verwendung, etwa 2002 in American Nightmare und 2003 in Headcheese.
Zur 2009 veröffentlichten EP Mistress of the Dark wurde von Gris Grimly ein Musikvideo zum Titellied der Scheibe produziert, in dem Cassandra Peterson in ihrer populären Rolle als Elvira mitwirkte.
Anfang 2010 bestritt die Gruppe erstmals eine ausgedehnte Tour durch Europa, teils zusammen mit der deutschen Formation The Fright. Dabei bestritten sie auch einen Auftritt beim Wave-Gotik-Treffen. 2015 wurde erstmals ein neues Studioalbum unter dem Titel Ghosts of the Southern Son angekündigt, sowie neues Material vorgestellt. Zudem verkündete die Gruppe die Neuveröffentlichung des Albums Life After Sundown als 12"-Vinyl-Schallplatte.

## Diskografie

### EPs
- 1999: Boots of Hell
- 2008: Skeleton Cowboys (7"-Vinyl-EP)
- 2009: Mistress of the Dark (CD + DVD)

### Alben
- 2000: Tales from the Dead West (europäische Fassung 2002)
- 2002: Give 'Em More Rope
- 2004: Live from Texas! (Live-Album)
- 2006: Bury Them Deep („Extended Version“ 2014)
- 2008: Life After Sundown
- 2012: The Unforgotten: Rare & Un-Released (Kompilation)
- 2017: Ghost of the Southern Son
- 2020: Curse of Eldorado
- 2023: Best of the Dead West Vol. 1

### Musikvideos
- 2008: Bury Them Deep
- 2009: Under the Phantom Moon
- 2010: Killer in Texas
- 2010: Mistress of the Dark (starring Elvira)
- 2011: Drink with the Living Dead
- 2012: Hog Trail
- 2017: I Am the Night
- 2019: Find a Good Horse
- 2020: Bullets Don't Argue